# Joseph Mulder

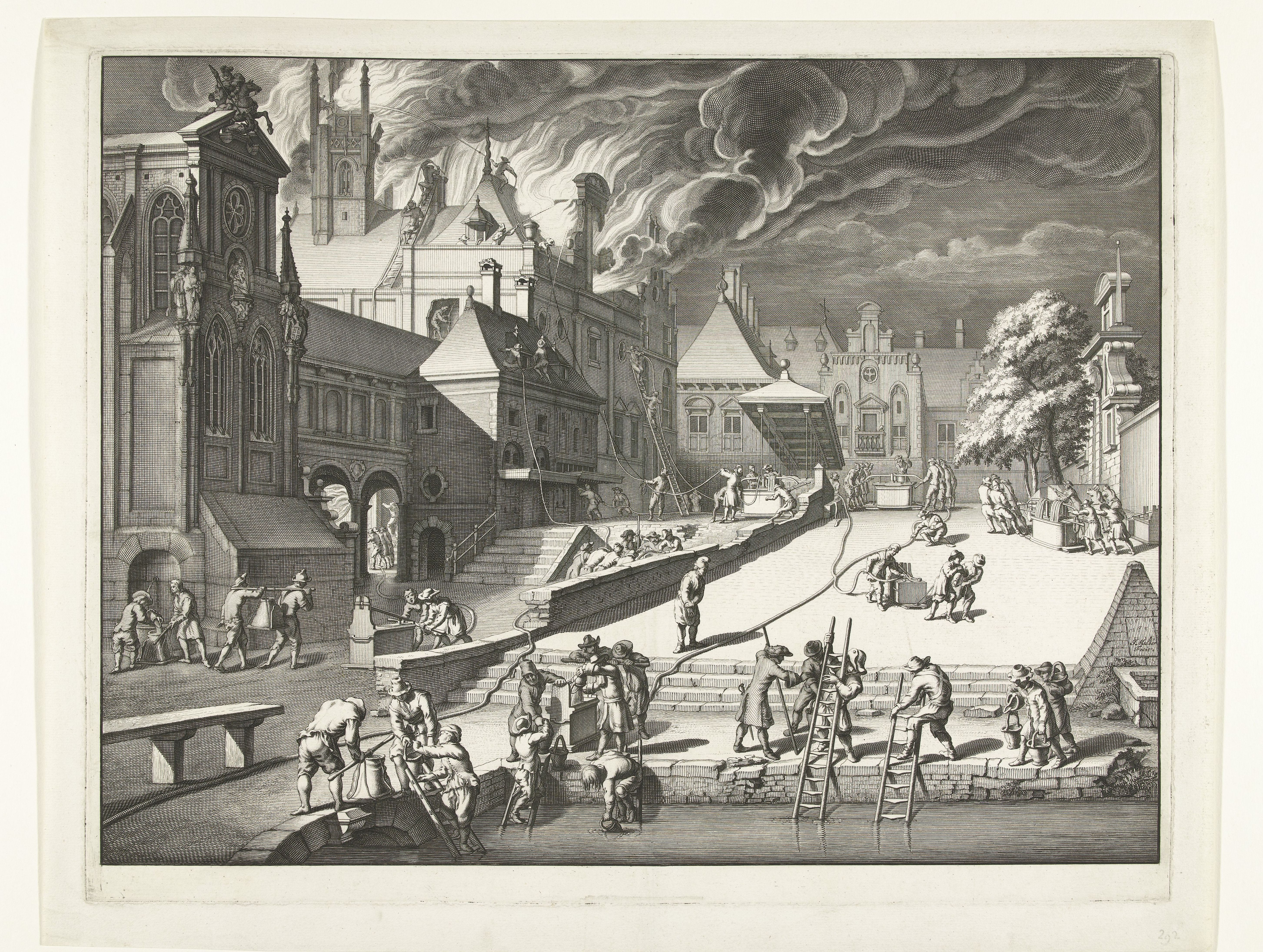
Gebruik van de nieuwe brandspuitslangen. (Joseph Mulder, 1677)

Joseph Mulder (Amsterdam, gedoopt op 11 januari 1658 – aldaar, begraven op 1 februari 1742) was een Noord-Nederlands graveur, etser en tekenaar.
Hij was de zoon van Jan Hendricksen Mulder en Gerritje Poltes, en trouwde op 18 juni 1689 met Maria Hoos. Mulder werkte voornamelijk in Amsterdam tussen 1680 en 1718. In 1672 ging hij in de leer bij Hendrick Bogaert en werd later navolger van Romeyn de Hooghe. Hij werkte samen met kunstenaars als Gerrit de Broen, Arnold Houbraken en Philip Tideman. Mulder staat vooral bekend om zijn gravures voor titelpagina's en boekillustraties, waaronder werken voor Houbraken.
- Biblioteca Nacional de España: XX1042642
- Bibliothèque nationale de France: cb14063532p (data)
- Biografisch Portaal: 29254714
- Stuttgart Database of Scientific Illustrators 1450–1950: 894
- Gemeinsame Normdatei: 139994432
- International Standard Name Identifier: 0000 0000 8404 7738
- Library of Congress Control Number: nr2002006065
- Nationale Bibliotheek van Tsjechië: ola2011670320
- Nederlandse Thesaurus van Auteursnamen: 069788529
- RKD-Nederlands Instituut voor Kunstgeschiedenis: 92183
- LIBRIS: 337328
- Système universitaire de documentation: 056828551
- Union List of Artist Names: 500049432
- Virtual International Authority File: 177394298